# Eldest
Eldest, tạm dịch là Đại Ca, là cuốn thứ hai trong bộ truyện Inheritance Cycle của tác giả Christopher Paolini, và là phần tiếp theo của cuốn Eragon. Eldest được xuất bản đầu tiên với bìa cứng vào ngày 23 tháng 8 năm 2005, và được xuất bản bìa giấy trong tháng 8 năm 2006, ra mắt lần đầu tiên với bản tiếng Việt vào tháng 4 năm 2006. Eldest còn được xuất bản với dạng audiobook, và giống như ebook. Giống như cuốn Eragon, Eldest trở thành bestseller trên New York Times. Bản sang trọng, cầu kì của cuốn Eldest được xuất bản ngày 26 tháng 9 năm 2006, bao gồm những thông tin mới và nghệ thuật bởi các nhà minh họa và tác giả. Các bản khác của Eldest được dịch qua các ngôn ngữ khác trên thế giời.
Eldest được bắt đầu với một số sự kiện quan trọng nối tiếp cuốn Eragon. Câu truyện được tiếp tục theo chân của cậu bé và là nhân nhật chính tên Eragon và con rồng của cậu tên Saphira, quay quanh của phiêu lưu của họ đến vương quốc Ellesméra để huấn lượng con rồng của cậu thành kị sĩ rồng. Một số tình tiết khác trong bộ truyện nói về của phiêu lưu của người anh em họ của cậu, Roran. Người đã dẫn dắt người làng Carvahall đến Surda để tham gia vô quân kháng chiến Varden chống lại tên bạo chúa Galbatorix. Cô công chúa Nasuada, con gái của thủ lĩnh Varden đã nối tiếp cha mình làm thủ lĩnh sao cái chết của ông. Cuốn Eldest kết thúc trong trận đánh của cánh đồng cháy khi Eragon đụng độ với kị sĩ rồng mới, Murtagh, cũng là người anh em cùng mẹ khác cha, và con rồng Thorn của cậu.
Nhiều nhà phê bình chỉ ra nhiều điểm trùng khớp, giống nhau giữa cuốn Eldest và các tiểu thuyết khác như Chúa tể của những chiếc nhẫn, trong khi ca ngợi các chủ đề như tình bạn và danh dự có trong cuốn sách. Một số lời bình luận phản ánh về văn phong và thể loại của Eldest, trong khi một số nghĩ có thể thành phim chuyển thể, phim dựa trên nội dung tiểu thuyết, giống như cuốn một, Eragon.

## Thông tin

### Địa điểm
Eldest được khởi đầu sau ba ngày tình từ sự kiện xảy ra trong cuốn đầu, Eragon, trong thành phố người lùn tên Tronjheim, nằm trong ngọn núi hõm sâu tên Farthen Dûr. Farthen Dûr nằm ở phía đông nam của lụa địa Alagaësia, một lục địa giả tưởng trong bộ truyện Inheritance Cycle và nơi tất cả sự kiện trong bộ truyện diễn ra. Qua cả bộ tiểu thuyết, nhân vật chính du ngoạn và phiêu lưu đến rất nhiều nơi: Ellesméra, thủ đô của các người elf năm trong rừng Du Weldenvarden, thuộc phía bắc lục địa Alagaësia; Carvahall, một thị xã nhỏ phía tây bắc của Alagaësia trong thung lũng Palancar; và Aberon, thủ đô của Surda, nằm phía nam của Alagaësia.

### Nhân vật
Câu chuyện được kể qua ngôi thứ ba với nhân vật chính Eragon, Roran, và Nasuada. Eragon hầu như lúc nào cũng đi với cô rồng của cậu, Saphira. Truyện có nhiều sự thay đổi nhân vật chính, nhiều mảng chuyện tách rời xảy ra cũng thời điểm, và nhân vật chính không thường xuyên gặp nhau. Một số nhân vật xuất hiện lại từ cuốn đầu như Arya (cô gái người elf), Orik, Ajihad (bố của Nasuada, đã bị giết), và Angela (thầy thuốc thiên nhiên). Cùng với sự xuất hiện của một số nhân vật mới như Oromis, cựu lão rồng Glaedr. Murtagh được xuất phát ban đầu như một nhân vật chính thiện nhưng hồi sau trở thành nhân vật chính tà. Galbatorix và nhóm người Ra'zac vẫn là nhân vật chính tà trong chuyện.

### Cốt truyện
Eldest bất đầu khi Ajihad, là thủ lĩnh quân kháng chiến Varden, bị phục kích và giết chết, cùng với Murtagh bị bắt cóc nhưng tưởng là đã chết. Trong đám tang của Ajihad, Nasuada được bầu làm thủ lĩnh mới của quân Varden. Sau đó Eragon và cô rồng Saphira quyết định đến rừng Du Weldenvarden để được học hỏi thêm từ người Elf. Khi tới đó, Eragon đã gặp được lão tiền bối Oromis và con rồng của ông ta tên Glaedr, đã ẩn núi hơn trăm năm. Họ là cặp kị sĩ rồng cuối cùng trước khi Eragon trở thành kị sĩ rồng ngoài tên bạo chúa Galbatorix. Oromis và Glaedr đã bị tàn phế do thương tích thời xưa. Eragon và Saphira được dạy các chiêu thức mới, pháp thuật và lôgic để tăng cường khả năng chiến đấu.
Trong khi đó, Nasuada quyết định đem quân Varden từ Tronjheim đến Surda, để tấn công đế chế của tên Galbatorix. Quân Varden bị thiếu hụt mạnh về vấn đề tài chính nhưng Nasuada đã dùng phép tạo ra hàng loạt món đồ đắt tiền và giải quyết tình hình. Một đêm Nasuada đang trong phòng thì bị phục kích những đã được cứu bởi cô nàng Elva. Tên sát thủ đã chết sau khi từ chối khai ra thông tin về vụ ám sát. Họ tìm ra một nhóm người gọi là "Bàn tay đen" đang tìm cách lật đổ Nasuada. Trong một cuộc họp quan trọng với các thủ lĩnh quan trọng của chính phủ Surda để bàn về kế hoạch tấn cuộc của họ. Họ phát hiện ra kẻ thù đã mở cuộc tấn công sớm hơn họ nghĩ. Nasuada liền gửi người đi thỉnh cầu quân viện trợ từ phía người lùn.
Trong khi đó, Eragon tiếp tục luyện tập, nhưng vết thương ở sau lưng đã làm cậu bị bất tỉnh nhiều lần một ngày. Cậu cũng nhung nhớ về Arya. Saphira cũng bị thất tình với ông rồng Glaedr. Sau đó, Eragon đi dự một trong những lễ cổ đời nhất của người Elf gọi là Agaetí Blödhren (Lễ Lời Thề Máu), Eragon được chúc phúc và biến đổi bởi một bóng ma rồng. Eragon được biến đổi thành nửa người nửa elf, làm cho cậu mạnh mẽ và nhanh nhẹn hơn. Các giác quan của cậu cũng được tăng cường. Sau đó, Eragon bày tỏ tình cảm của mình với Arya nhưng bị cự tuyệt. Cậu tiếp tụp tập luyện cho đến khi nghe tin quân Varden cần cậu giúp. Cậu ra đi khi chưa kịp học xong khóa huấn luyện. Trước khi đi cậu được tặng một cái xây thịch với 12 viên đá quý có thể nạp và tích trữ năng lượng.
Trong khi đó Roran bị truy lùng bởi bọn Ra'zac trong làng Carvahall. Anh cuối cùng quyết định kêu gọi dân làng chống loại bọn Ra'zac vào bữa tối, và thành công trong việc đuổi chúng đi một thời gian. Sau một vài trận đánh nhỏ, bọn Ra'zac đã bắt cóc Katrina, vợ sắp cưới của Roran. Sau đó Roran cương quyết khuyến khích cả làng bỏ đi để tham gia quân đội Varden ở Surda. Họ vượt qua cả một chặng đường trông gai, là một thành tích chưa ai làm được. Roran dẫn họ tới Narda, và đến Teirm bằng đường biển. Tại Teirm, họ gặp Jeod, người đã giúp họ trộm một chiếc tàu từ Teirm. Bị truy đuổi bởi quân lính triều đình, tàu của họ đã vượt qua một xoáy nước, và cuối cùng đến được Surda. Khi họ tới cuộc chiến giữa phiếm quân và quân triều đình chuẩn bị bắt đầu.
Khi cuộc đụng độ bắt đầu, Eragon đẩy lùi được quân trình đình với sự giúp đỡ của quân người lùn. Trong khi trận chiến, một kị sĩ rồng bí ẩn xuất hiện theo phe của triều đình. Tên kị sĩ rồng ác đã giết chết vua của người lùn, Hrothgar, và chẳng mấy chốc đụng độ với Eragon. Tên kị sĩ rồng sau đó bị Eragon đánh văng mặt nạ và hắn chính là Murtagh. Murtagh kể rằng hắn đã bị bắt cóc và buộc phải thề bằng pháp thuật, sẽ chết nếu không giữ lời thề, trung thành với tên bạo chúa Galbatorix sau khi trứng rồng cuối cùng đã nở. Murtagh đã đánh thắng Eragon, nhưng đã tha cho Eragon vì nể tình bạn lúc trước. Trước khi đi, Murtagh tiết lộ Eragon là anh em cùng mẹ khác cha của mình, và tịch thu luôn cây kiếm của Eragon. Cuối cùng quân triều đình đành phải rút lui sai khi quân người lùn đến và Murtagh và con rồng hắn bỏ đi. Vào khúc cuối, Eragon và Roran quyết định sẽ cùng nhau tìm Katrina.